# Lista över offentlig konst i Lomma kommun
Lista över offentlig konst i Lomma kommun är en ofullständig förteckning över främst utomhusplacerad offentlig konst i Lomma kommun.
| Titel                  | Konstnär(er)               | Årtal | Beskrivning | Typ - material    | Stadsdel/ort | Plats Koordinater                                                 | Bild                   |
| ---------------------- | -------------------------- | ----- | ----------- | ----------------- | ------------ | ----------------------------------------------------------------- | ---------------------- |
| Flickan med armbandet  | Torsten Fridh              | 1967  |             | Skulptur          | Lomma        | Gräsplan Strandvägen/Industrigatan koordinater saknas             |                        |
| Konfrontation Pre Post | Marie Lindström            | 1990  |             | Skulptur - Sten   | Lomma        | Kullen, Lomma Centrum koordinater saknas                          | Konfrontation Pre Post |
| Kunskapens frukt       | Victor Praznik             |       |             | Skulptur          | Bjärred      | Bjärehovskolan koordinater saknas                                 |                        |
| Tre segel med solen    | Maha Mustafa               | 1994  |             | Skulptur          | Bjärred      | Bjärreds Centrum koordinater saknas                               | Tre segel med solen    |
| Yxform                 | Marja Sikström             | 1992  |             | Skulptur - Diabas | Bjärred      | Utanför Medborgarhuset koordinater saknas                         |                        |
| Grodan                 | Felix Nylund Gunnar Nylund |       |             | Skulptur          | Lomma        | Centrumtorget 55.67296, 13.06937                                  |                        |
| Kunskapsstenen         | My Svennberg               | 2010  |             | Skulptur          | Bjärred      | Löddesnässkolan koordinater saknas                                |                        |
| Bobos hjärta           | Katarina Norling           | 1996  |             |                   | Alnarp       | Sveriges lantbruksuniversitet koordinater saknas                  | Fler bilder            |
| Eldklotet              | Hans ”Selle” Sellberg      | 2003  |             | Järn              | Bjärred      | Rondell Norra Västkustvägen/Fjelievägen koordinater saknas        |                        |
| Gångtunnel             | LIMPO                      | 2013  |             | Grafitti          | Bjärred      | Löddesnäs koordinater saknas                                      |                        |
| Gåsapennan             | Hans ”Selle” Sellberg      | 2008  |             | Järn              | Borgeby      | Rutsborgskolan koordinater saknas                                 |                        |
| Korsningar             | Lars Ekholm                | 1990  |             |                   | Lomma        | Sjögräsgatan koordinater saknas                                   |                        |
| Segel                  | Ingrid Enarsson            | 2015  |             |                   | Lomma        | Rondell koordinater saknas                                        |                        |
| Simeon och barnet      | Willie Wulff               | 1957  |             | Skulptur - Sten   | Lomma        | Gamla kyrkogården koordinater saknas                              |                        |
| Sista steget           | Edvard Trulsson            |       |             |                   | Lomma        | Gamla kyrkogården koordinater saknas                              |                        |
| Skrattmås              | Daniel Andersson           | 2013  |             |                   | Lomma        | Hamnen i Lomma. koordinater saknas                                |                        |
| Toalett                | LIMPO                      | 2013  |             | Grafitti          | Grönhögen    | Lerbäcks väg/Södra Västkustvägen koordinater saknas               |                        |
| Solsil                 | Berit Lindfeldt            | 2004  |             | Skulptur          | Alnarp       | Navet, Institutionen för växtvetenskap vid SLU koordinater saknas |                        |